# Steuerrichtlinie
Steuerrichtlinien sind von der Bundesregierung mit Zustimmung des Bundesrates (Art. 108 Abs. 7 GG) an die Finanzbehörden gerichtete Anweisungen zur Rechtsauslegung, die zwecks einheitlicher Anwendung des Steuerrechts, zur Vermeidung unbilliger Härten und zur Minimierung des Verwaltungsaufwands vom Bundesfinanzministerium erlassen werden.
Als Verwaltungsanweisungen binden Richtlinien nur die Finanzverwaltung in der Rechtsanwendung; der Steuerpflichtige kann die Anwendung der Richtlinien zu seinen Gunsten verlangen, ist jedoch seinerseits nicht gezwungen, die Anwendung zu seinen Ungunsten hinzunehmen (Selbstbindung der Verwaltung). In diesen Fällen stehen das Einspruchsverfahren und der Klageweg offen.
Steuerrichtlinien enthalten zumeist eher allgemein gehaltene Auslegungsanweisungen zu Vorschriften der Steuergesetze. Die Steuer-Hinweise ergänzen die Richtlinien um Fundstellen zu konkret in Einzelfällen ergangenen Gerichtsentscheidungen, in der Regel die im Bundessteuerblatt veröffentlichten Entscheidungen von Finanzgerichten (meist dem Bundesfinanzhof), sowie um Fundstellen anderer Rechtsquellen wie BMF-Schreiben.
Richtlinien sind in Deutschland zu verschiedenen Steuerarten erlassen worden, zu nennen sind insbesondere:
- Einkommensteuer-Richtlinien (EStR)
- Erbschaftsteuer-Richtlinien (ErbStR)
- Gewerbesteuer-Richtlinien (GewStR)
- Körperschaftsteuer-Richtlinien (KStR)
- Lohnsteuer-Richtlinien (LStR)
- Grundsteuer-Richtlinien (GrStR)

Im Bereich des Umsatzsteuerrechts wurden die Richtlinien durch den Umsatzsteueranwendungserlass abgelöst. Da eine Zustimmung des Bundesrates für eine Änderung nicht mehr notwendig ist und es sich um eine öffentliche, aber behördeninterne Anweisung handelt, können Änderungen der Verwaltungsauffassung schneller in einer einheitlichen Anweisung an die Finanzbehörden nachvollzogen werden.
- Umsatzsteuer-Anwendungserlass (UStAE)

Das Gleiche gilt auch für den Anwendungserlass zu den Verfahrensvorschriften zum Steuerrecht:
- Anwendungserlass zur Abgabenordnung (AEAO)